# Liophidium apperti
Liophidium apperti är en ormart som beskrevs av Domergue 1984. Liophidium apperti ingår i släktet Liophidium och familjen snokar.
Inga underarter finns listade i Catalogue of Life.
Artens utbredningsområde är Madagaskar. Exemplar hittades i två mindre områden på öns västra och södra sida. Arten lever i torra lövfällande skogar. Honor lägger antagligen ägg.
Skogarnas omvandling till jordbruksmark kan vara ett hot mot beståndet. Endast ett fåtal exemplar är kända. IUCN kategoriserar arten globalt som otillräckligt studerad.